# Esplai

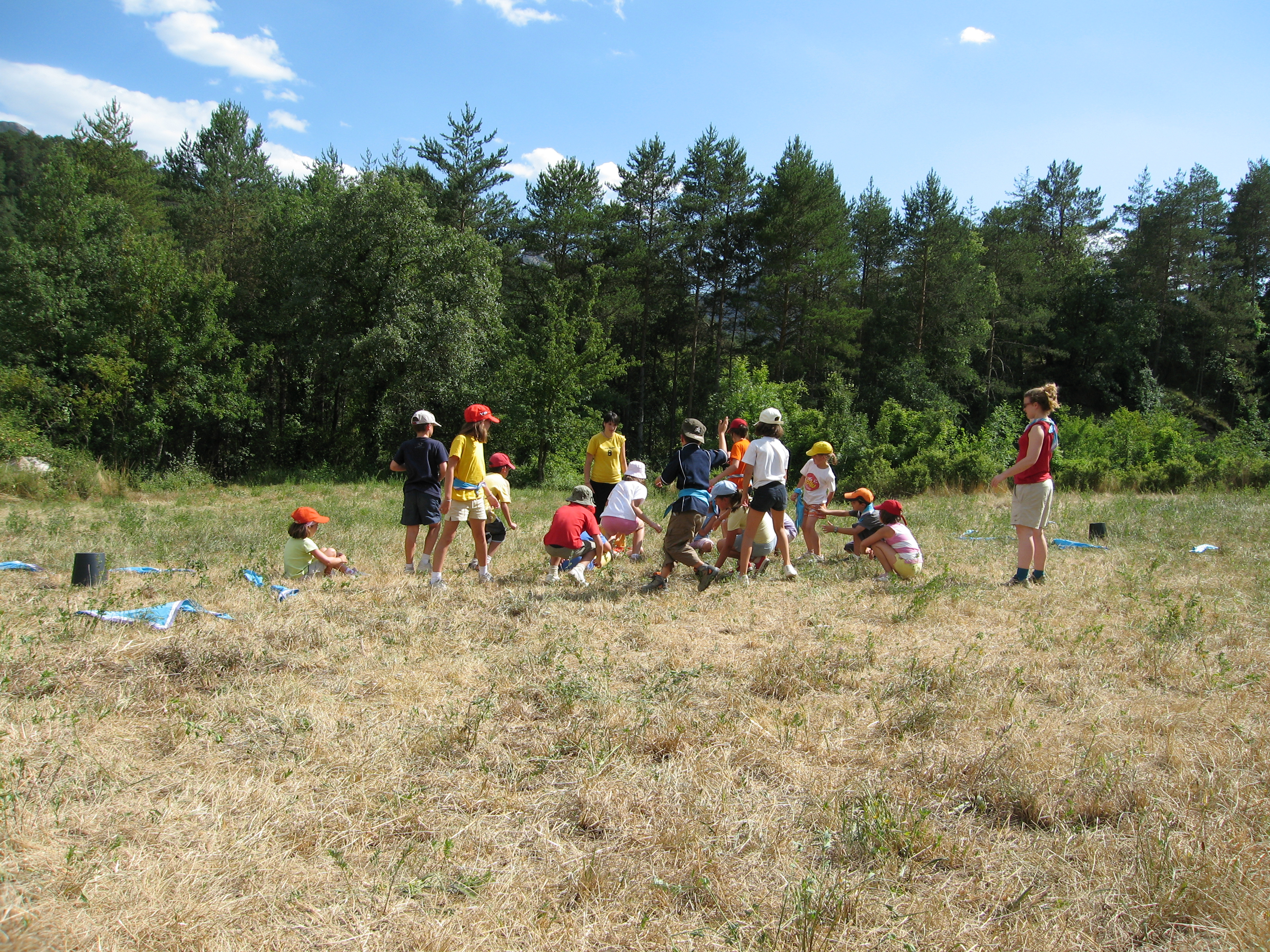
Cataluña cuenta con unas 80.000 personas asociadas a los esplais.

Los esplais, son un movimiento cívico y sin ánimo de lucro extendido en Cataluña, Baleares y Valencia, basado en la educación en el ocio del tiempo libre de los niños y jóvenes, sobre todo en los fines de semana y durante las vacaciones. Está basado en el voluntariado.
Hay esplais laicos y otros que no. Se organiza en diferentes organizaciones de esplais como Esplais Catalans (Esplac), Moviment de Centres d'Esplais Cristians Catalans (MCECC) i otros.

## Esplai
Una entidad de Esplai puede llevar a cabo diversas actividades y funcionar como una extraescolar, un casal de verano, unas colonias o unos campamentos. Normalmente se entiende como Esplai aquel que realiza una actividad cada fin de semana de entre unas 2 y 3 horas de duración, donde jóvenes y niños y niñas realiza diversas actividades dinamizadas por un monitor/a que a más se convierte en el referente de los niños y niñas en las actividades que se realicen. 
De esta forma el Esplai consigue dar unos valores, normas y actitudes que están consensuadas por el equipo de monitores/as y las cuales están plasmadas en el ideario de la entidad. Todas las actividades siguen un patrón preestablecido pero muchas veces cambian de lugar de ejecución, duración y tipología. 
Entre las diferentes actividades que se pueden realizar en un esplai destacan:
- 
El juego: como elemento clave para el desenvolverse a nivel personal y interpersonal. 
-	El taller
-	La excursión como descubierta del entorno i el medio natural. 
- 
El deporte 
- 
La convivencia 
- 
La implicación personal, la participación y la toma de responsabilidades en el desarrollo de la actividad. 
Los centros de Esplai trabajan con la intención de ser un servicio para la comunidad más cercana, con el consentimiento de sus padres y madres y con el objetivo de formar a los niños, niñas y jóvenes para conseguir que crezcan como personas desde otra perspectiva integral y que tengan en cuenta el compromiso con el entorno. 

## Planeamiento educativo
Cada entidad dispone de un ideario que recoge, en general, los valores que se consideran importantes como entidad y por lo tanto, serán los que se van a transmitir. Para cumplir este ideario, la entidad elabora un PEC (Proyecto educativo del centro), donde se analiza el entorno social, se concretan las líneas de actuación y los objetivos a conseguir a largo tiempo. 
El siguiente nivel de concreción es el Proyecto Anual del Centro (PAC), donde se marcan los objetivos referentes a cada grupo de edad y diversos aspectos de la entidad en general. Se crea también un tejido educativo entre padres, madres, familiares i otras asociaciones del entorno. 
A partir del PAC, nacen diferentes metodologías pedagógicas para trasladar los objetivos generales en actividades concretas. Todo esto no quiere decir que necesariamente las actividades sean flexibles, sino que deben ser constantemente adaptadas a las necesidades reales de los niños y niñas, jóvenes o personas receptoras. La concreción sirve como guía para determinar si existen necesidades en ámbitos más concretos del desarrollo integral de cada participante en las actividades. 

## Historia
Nació en los años 60 a partir del movimiento del escultismo, pero basándose en un sistema menos jerarquizado y más enfocado al ocio, como continuación de las colonias de verano que las parroquias organizaban. En Cataluña cuenta con unas 80.000 personas asociadas a los esplais catalanes.
Los esplais han dado origen a un nuevo modelo educativo basado en una metodología de aprendizaje durante el tiempo libre, una iniciativa complementaria a la educación formal y familiar que ha conseguido el reconocimiento del valor formativo que suponen las actividades lúdicas y didácticas, favoreciendo las prácticas pedagógicas en los hábitos de ocio. En conjunto, un sistema de valores muy efectivo para completar el ciclo de desarrollo individual y colectivo de niños, adolescentes y jóvenes.
Esta educación del ocio se desarrolla a través de juegos y manualidades, talleres temáticos, campamentos de verano, excursiones y actividades culturales, los cuales representan el medio más adecuado para enseñar el potencial que supone un aprendizaje fuera del entorno laboral o formativo.
La pedagogía en el ocio pretende abordar finalidades distintas como mejorar el desarrollo formativo y social de los individuos dando respuesta a sus intereses y necesidades, educar en valores como la empatía, la autonomía y la solidaridad, el trabajo en equipo, la participación democrática y el espíritu crítico y cívico.
Los esplais pretenden ofrecer un aprendizaje de habilidades y aptitudes en un espacio positivo a través de un proceso de reflexión, concienciación, adquisición y práctica de destrezas con la utilización de una metodología intencional, liberadora, activa y significativa, humanista e integral. 
La educación del tiempo libre se construye como un proyecto común de interacción trabajando con los recursos de la expresividad artística y la espontaneidad, la cooperación y la experimentación.